# Андре, Жак
Жак Андре (фр. Jacques André; 25 февраля 1919 — 2 апреля 1988) — французский военный лётчик, Герой Советского Союза (4 июня 1945), полковник.

## Биография
Родился в Париже в семье Жоржа Андре, дважды призёра Олимпийских игр по лёгкой атлетике и известного французского аса Первой мировой войны. Лётное образование получил в городе Бурж. В вооружённых силах Франции с 15 апреля 1939 года. В начале июня 1940 года, когда итальянские войска оккупировали юг Франции, вместе с другими лётчиками эвакуировался в Северную Африку. Продолжил службу на территории Сирии, Алжира.
В конце декабря 1943 года прибыл в СССР, где в городе Туле пополнялся личный состав поредевшего в боях французского авиаполка «Нормандия».
За 33 боевых вылета и сбитие 3 самолётов противника награждён орденом Отечественной войны 1-й степени(1944).
Всего на советско-германском фронте им совершено 113 боевых вылетов, сбито 15 фашистских самолётов. По числу индивидуальных побед Андре стал самым результативным лётчиком-истребителем полка «Нормандия-Неман».
Указом Президиума ВС СССР  от 23 февраля 1945 года младший лейтенант Жак Андре награждён орденом Красного Знамени за 50 успешных боевых вылетов, сбитие 4 лично и 2 в группе самолётов противника,уничтожение 3 автомашин и 2 паровозов.
Указом Президиума Верховного Совета СССР от 4 июня 1945 года за мужество, героизм и воинскую доблесть, проявленные в боях с немецко-фашистскими оккупантами, 41 боевой вылет, 14 воздушных боев и 10 сбитых самолётов противника,гражданину Французской республики младшему лейтенанту Андрэ Жаку присвоено звание Героя Советского Союза с вручением ордена Ленина и медали «Золотая Звезда» (№ 6656).
После окончания войны продолжил службу в ВВС Франции, дослужившись до звания полковника. Уйдя в отставку, занялся садоводческим бизнесом.
Был участником летних Олимпийских игр 1948 года в Лондоне, где выступал на соревнованиях по лёгкой атлетике. В беге с барьерами на 400 метров дошёл до полуфинального забега, заняв итоговое 12-е место.
Скончался на 70-м году жизни.

## Награды
- Кавалер ордена Почётного легиона
- Военная медаль (1944)
- Военный крест (1941)
- Герой Советского Союза (1945)
- Орден Ленина
- Орден Красного Знамени (1945)
- Орден Отечественной войны I степени (1944)
- Медаль «За победу над Германией в Великой Отечественной войне 1941—1945 гг.» (1945)[5]